# 谢夫灵厄市镇
谢夫灵厄市镇（瑞典語：Kävlinge kommun）是瑞典南部斯科讷省的一个市镇。其治所位于谢夫灵厄。